# Tibouchina heteromalla
Tibouchina heteromalla är en tvåhjärtbladig växtart som först beskrevs av D.Don., och fick sitt nu gällande namn av Célestin Alfred Cogniaux. Tibouchina heteromalla ingår i släktet Tibouchina och familjen Melastomataceae. Inga underarter finns listade i Catalogue of Life.

## Bildgalleri

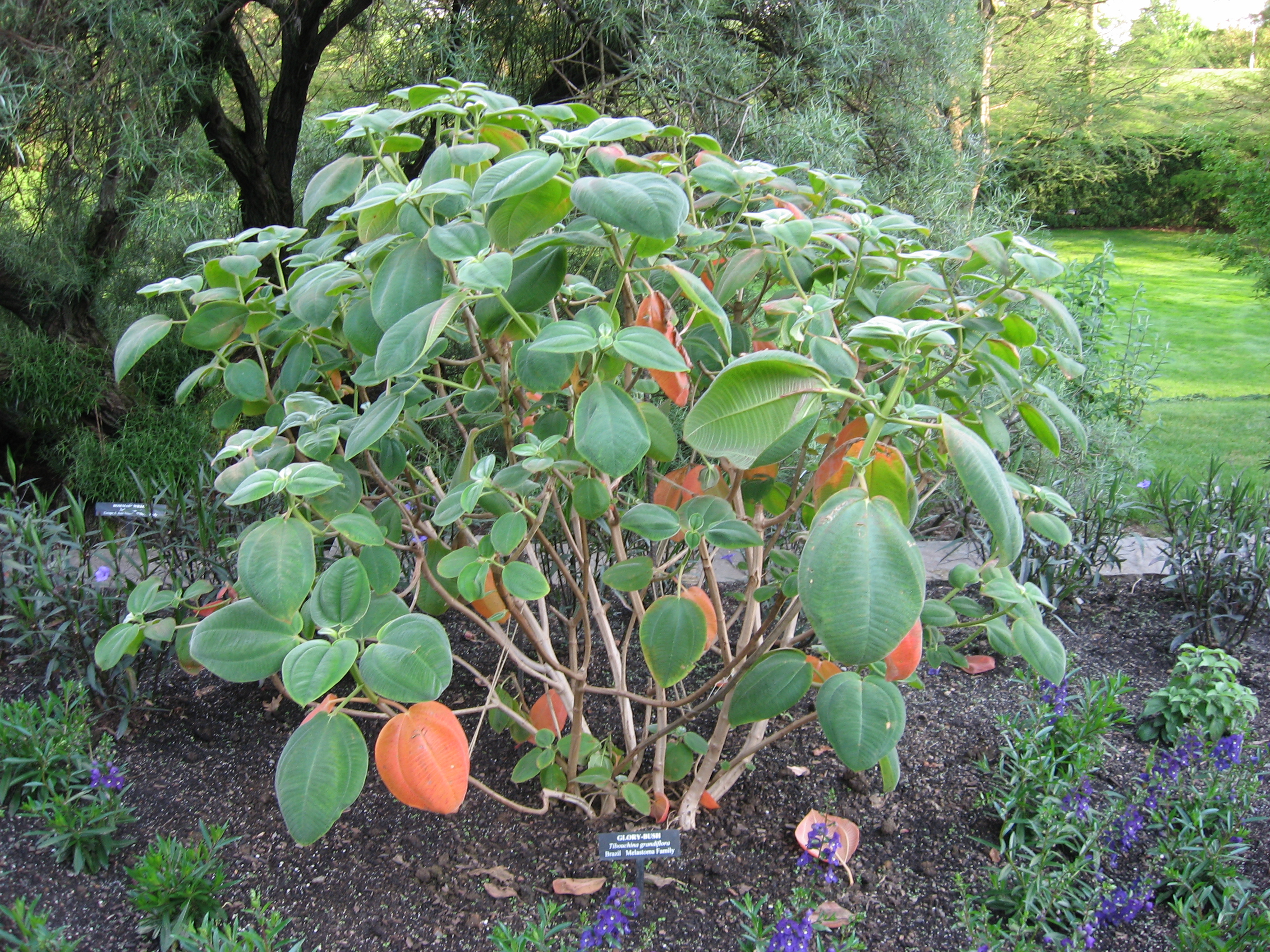
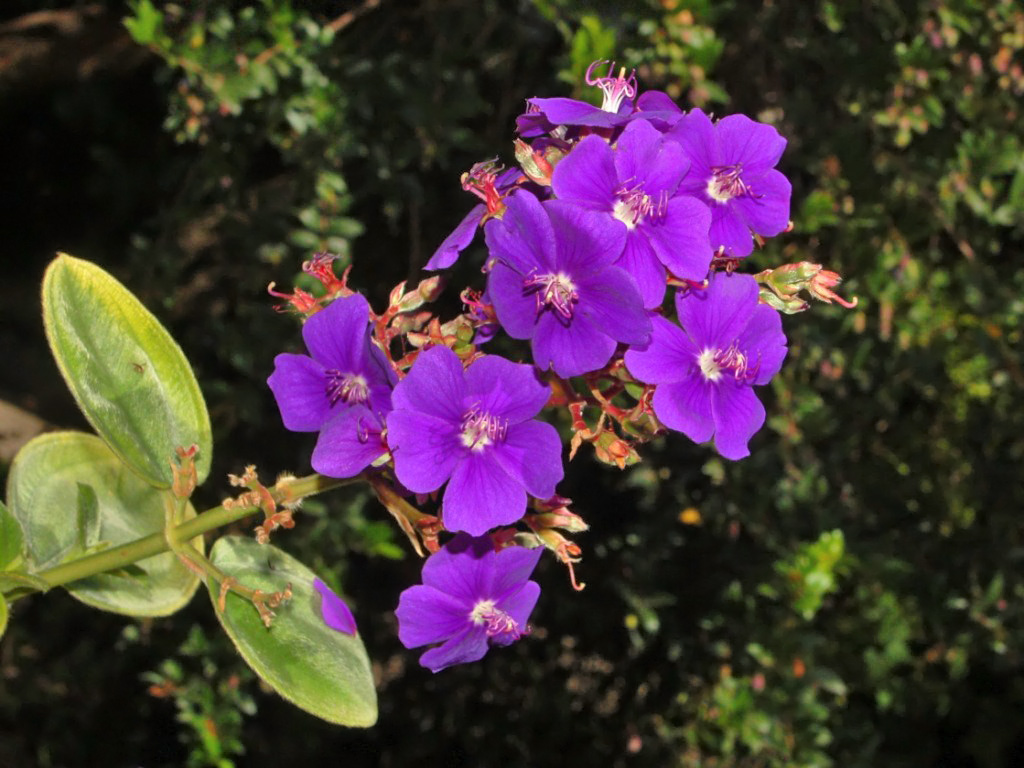
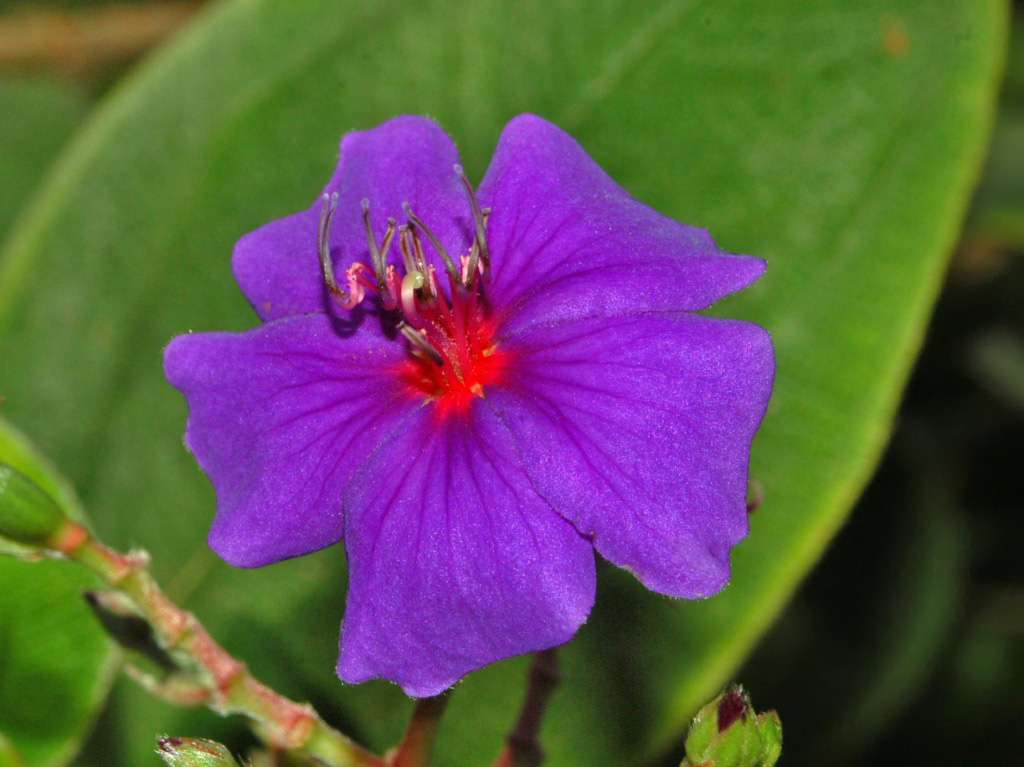
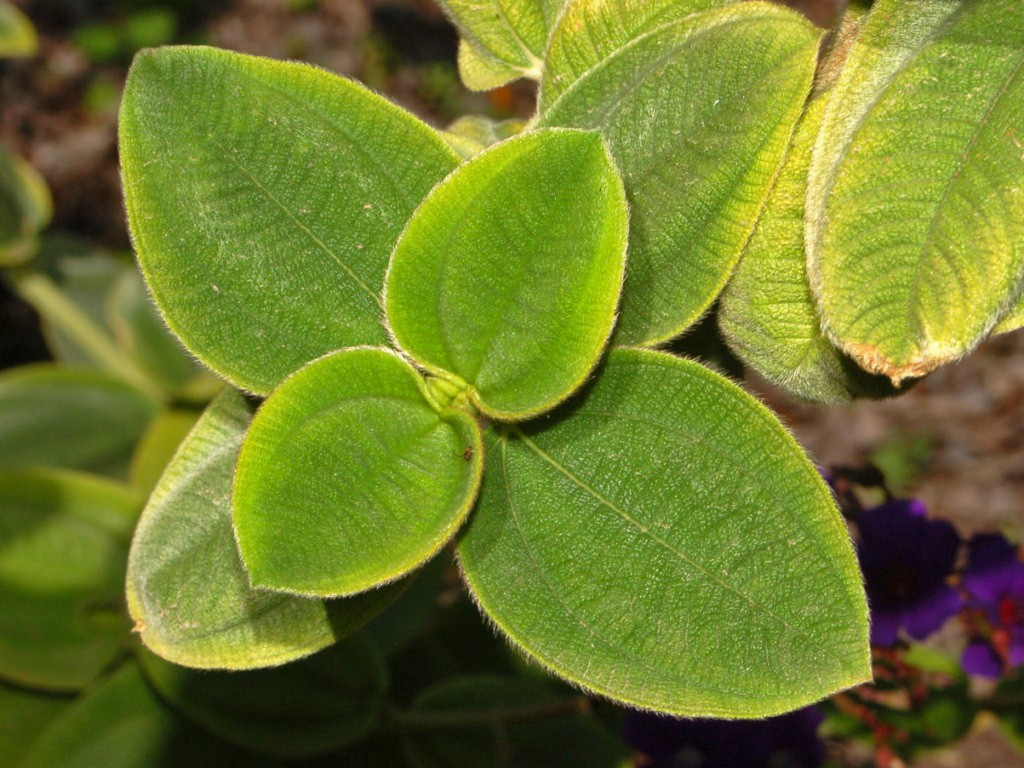